# جان لانسلات تاد
جان لانسِلات تاد (انگلیسی: John Lancelot Todd؛ ‏ ۱۰ سپتامبر ۱۸۷۶ – ۲۷ اوت ۱۹۴۹) پزشک و انگل‌شناس اهل کانادا بود. وی مدرک دکترای پزشکی خود را در سال ۱۹۰۰ از دانشگاه مک‌گیل گرفت و سپس به انگل‌شناسی و باکتری‌شناسی علاقمند شد و به پژوهش در این زمینه روی آورد. وی پس از گذراندن تحصیلات تکمیلی در «دانشکده پزشکی بیماری‌های گرمسیری در لیورپول»  مدتی را با جوزف اِوِرِت داتون در سنگال و گامبیا گذراند و با هم بر روی بیماری مربوط به تریپانوزوم مطالعه کردند. این دو در سال ۱۹۰۳ به دعوت لئوپولد دوم، پادشاه بلژیک به پژوهش بر روی ارتباط تریپانوزوم با بیماری خواب در ایالت آزاد کنگو پرداختند. وی مدتی هم به سیمیان برت ولباک از دانشگاه هاروارد در گامبیا همکاری کرد.